# Kronkolonie (Vereinigtes Königreich)
Eine Kronkolonie (englisch crown colony) war im britischen Staatsrecht die Bezeichnung für eine direkt von der Krone durch einen Gouverneur verwaltete Besitzung, die über einen gewissen Grad an Autonomie verfügte.

## Historisches und Rechtliches
Den Begriff gibt es seit dem 17. Jahrhundert, doch seine Verwendung war anfänglich nicht eindeutig bestimmt. Die im 20. Jahrhundert geltende Definition für eine selbstverwaltete Kolonie kam erst im 19. Jahrhundert auf. 1981 wurde der Begriff Crown Colony durch British Dependent Territory („britisches abhängiges Gebiet“) und 2002 durch British Overseas Territory („britisches Überseegebiet“, siehe British Overseas Territories Act 2002) ersetzt. Die heutige Bezeichnung gilt für alle Überseegebiete, ganz unabhängig vom jeweiligen Autonomiegrad.
Heute verfügen die meisten britischen Überseeterritorien, wenn auch in verschiedener Abstufung, über Selbstverwaltung (innere Autonomie). Nur die Außenpolitik und die Verteidigung obliegt weiterhin dem Vereinigten Königreich. Lediglich sehr kleine Territorien mit geringer Bevölkerung, wie zum Beispiel Südgeorgien und die Südlichen Sandwichinseln, unterstehen der direkten Verwaltung eines von der britischen Regierung eingesetzten Beamten.
Viele der heutigen Mitglieder des britischen Commonwealth waren zuvor Kronkolonien. Davon zu unterscheiden sind unter anderem britische Protektorate und die innen- und außenpolitisch autonomen Dominions sowie Gebiete, die unter der Verwaltung eines Dominions standen.
Siehe hierzu: Britische Kolonien und Protektorate